# Объективность
Объекти́вность — отношение к объекту (явлению), его свойствам и процессам как к независимому от воли и желания человека. Устойчивость объективности зависит от точности понимания различных свойств объекта и/или процессов явления социумом или отдельной его частью. 
Различие между субъективностью и объективностью является основной идеей философии — в частности, эпистемологии и метафизики — часто связанной с дискуссиями о сознании, свободе воли, личности, философии сознания, философии языка, действительности, истины и коммуникации (например, в нарративной коммуникации и журналистике). 

## В философии
Термин «объективный» в философских работах употребляется в различных аспектах. Это понятие относительно действительно существующих объектов означает, что предметы, их особенности и проявления существуют вне и независимо от субъекта (онтологический аспект); относительно понятий, представлений, суждений — что они являются отображением материальной действительности, и их содержание не зависит от человека или человечества (гносеологический аспект). Объективность противостоит субъективности — предвзятости (предубеждённости).
Известна философская метафора архимедова точка — точка зрения «снаружи», из которой можно увидеть, возможно, объективность или «истинную» картину чего-либо. Может иметься ввиду взгляд на время извне времени, взгляд на науку с какой-то другой позиции, взгляд на пространственную реальность из ниоткуда. 
Рене Декарт в «Размышлениях о первой философии» писал:

Архимед, чтобы перенести весь земной шар с одного места, которое он занимал, на другое, требовал только точки, которая была бы твердой и неподвижной; так и я буду иметь право питать самые высокие ожидания, если мне посчастливится открыть лишь одну вещь, которая является достоверной и несомненной.

### Объективность как субъективность
Объективность — научный подход к исследованию разнообразных явлений реальной действительности, один из основных принципов материалистической диалектики, которая противопоставила себя объективизму. В гносеологическом аспекте «объективность» обозначает возможность познания объективной истины, характеризует содержание знаний как таковых, что отвечают их настоящей природе. В логическом аспекте предусматривает наличие логических способов для объективного рассмотрения познаваемого объекта.

### Объективность и объективизм
Философские течения в научных кругах времен СССР, объективность, как и реализм, выступает против мистики и теологии, в то же время обвиняя апологетов объективизма, что они пытаются узаконить существование недоступных для науки областей: парапсихологии, паракинеза, левитации, пророчеств, кибернетики, генетики и т. п. Своего рода это было противостояние научных кругов, Запада и Востока, где объективизм считали гносеологически повязанным с дуалистическим делением, противопоставлением познавательной и оценочной способностей с отрывом объекта от субъекта.